# Дженаши
Дженаши (на сръбски: Ђенаши) е село в Черна гора, разположено в община Будва. Намира се на 671 метра надморска височина. Населението му според преброяването през 2011 г. е с един жител.

## Население
Численост на населението според преброяванията през годините:
- 1948 – 24 души
- 1953 – 21 души
- 1961 – 98 души
- 1971 – 238 души
- 1981 – 336 души
- 1991 – 0 души
- 2003 – 3 души
- 2011 – 1 души